# There Goes the Neighborhood
There Goes the Neighboorhood is een nummer van de Amerikaanse zangeres Sheryl Crow uit 1998. Het is de tweede single van haar derde studioalbum The Globe Sessions.
De tekst van "There Goes the Neighboorhood" is een satire op vooroordelen die mensen hebben op 'alternatieve' personen. Het nummer flopte in Amerika, maar werd wel een kleine hit in het Verenigd Koninkrijk. Hoewel de plaat in Nederland slechts de 99e positie in de Single Top 100 haalde, werd het wel een radiohit en wordt het tot op de dag van vandaag nog regelmatig op Nederlandse radiostations gedraaid.

## Tracklijst
CD1
1. "There Goes the Neighborhood" (radioversie) – 4:06
2. "You Always Get Your Way" – 2:41
3. "Hard to Make a Stand" (live) – 3:56

CD2
1. "There Goes the Neighborhood" (radioversie) – 4:06
2. "Straight to the Moon" – 4:28
3. "My Favorite Mistake" (live) – 4:01